# Raúl Rodríguez Navas
Raúl Rodríguez Navas (Sevilha, 11 de maio de 1988) é um futebolista profissional espanhol que atua como defensor.

## Carreira
Nascido em Sevilha, Andaluzia, Navas jogou futebol de base no Sevilla FC, fazendo sua estreia como sênior na temporada 2007–08 com o time C na Tercera División. Em 30 de maio de 2009, ele disputou sua primeira partida como profissional, aparecendo com a equipe reserva em uma derrota em casa por 0–4 para o CD Tenerife na Segunda División, também sendo expulso.
Navas assinou com o Real Valladolid em julho de 2009, sendo inicialmente designado para a equipe B. Em 16 de maio de 2010, no dia em que o clube de Castela e Leão certificou seu rebaixamento, ele fez sua estreia na La Liga, começando na derrota por 4–0 fora de casa contra o campeão FC Barcelona. Em seu segundo ano, ele apareceu em mais cinco jogos oficiais com a equipe principal, sendo liberado em agosto de 2011.
Nos anos seguintes, Navas competiu na Segunda División B, com o Celta de Vigo B e o SD Eibar. Ele conquistou duas promoções consecutivas com este último, em 2013 e em 2014.
Em 12 de julho de 2014, Navas assinou um contrato de um ano com a Real Sociedad, sendo imediatamente emprestado de volta ao Eibar. Ele também foi utilizado na estreia do último na primeira divisão em 24 de agosto, começando em uma vitória em casa por 1 a 0 sobre seu clube mãe.
Navas marcou seu primeiro gol na primeira divisão espanhola em 8 de dezembro, o terceiro em uma vitória em casa por 5 a 2 sobre o UD Almería. Em 3 de junho de 2015, a Txuri-urdin ativou uma cláusula em seu contrato e estendeu seu vínculo até 2018. Ele perdeu toda a temporada, devido a uma lesão na pubalgia.
Em 14 de agosto de 2019, Navas se juntou ao CA Osasuna em uma mudança de temporada, com uma cláusula de compra obrigatória no final do empréstimo. Ele rescindiu seu contrato com o clube em 26 de janeiro de 2021, e imediatamente se transferiu para o FC Cartagena, da segunda divisão, em um contrato de 18 meses apenas algumas horas depois.

Em 19 de julho de 2021, Navas assinou um contrato de 1+1 com o UD Las Palmas, também na segunda divisão, após exercer a cláusula de rescisão em seu contrato anterior. Ele encerrou seu vínculo em 1 de setembro de 2022, e concordou com um contrato de um ano no CD Mirandés apenas algumas horas depois.